# 卡蜜拉·賓
卡蜜拉·賓（英語：Carmella Bing，1981年10月21日—），是一名美國色情演員和成人模特兒。她以許多藝名演出超過100部影片。

## 獎項
- 2007 英國成人影片與電視獎 – 最佳海外女演員[3]

由于怀孕的原因，她回归业界后主要出演以吨位较大美女主打的BBW（Big Beautiful Women 大号美女）类的影片